# A Fábrica do Poema
Albums de Adriana Calcanhotto
Senhas
(1992) Maritmo
(1998)
A Fábrica do Poema est le troisième album de la chanteuse et auteure-compositrice brésilienne Adriana Calcanhotto, sorti en 1994.

## Liste des titres
| 1.    | Por Que Você Faz Cinema? | Joaquim Pedro de Andrade - Musique : Adriana Calcanhotto | 2:49 |
| 2.    | A Fábrica do Poema       | Adriana Calcanhotto, Waly Salomão                        | 2:54 |
| 3.    | Bagatelas                | Antônio Cícero, Roberto Frejat                           | 2:17 |
| 4.    | Metade                   | Adriana Calcanhotto                                      | 3:27 |
| 5.    | Sudoeste                 | Adriana Calcanhotto, Jorge Salomão                       | 1:58 |
| 6.    | O Verme e a Estrela      | Pedro Kilkerry - Musique : Cid Campos                    | 3:11 |
| 7.    | Estrelas                 | Arnaldo Antunes, Sérgio Britto                           | 2:08 |
| 8.    | Aconteceu                | Péricles Cavalcanti                                      | 2:21 |
| 9.    | Cariocas                 | Adriana Calcanhotto                                      | 3:15 |
| 10.   | Morro Dois Irmãos        | Chico Buarque                                            | 2:50 |
| 11.   | Inverno                  | Adriana Calcanhotto, Antônio Cícero                      | 4:40 |
| 12.   | Roleta Russa             | Adriana Calcanhotto                                      | 3:02 |
| 13.   | Tema de Alice            | Péricles Cavalcanti                                      | 0:57 |
| 14.   | Portrait Of Gertrude     | Gertrude Stein - Musique : Adriana Calcanhotto           | 1:18 |
| 15.   | Minha Música             | Adriana Calcanhotto                                      | 3:54 |
| 41:03 |                          |                                                          |      |